# Barbara Borchardt

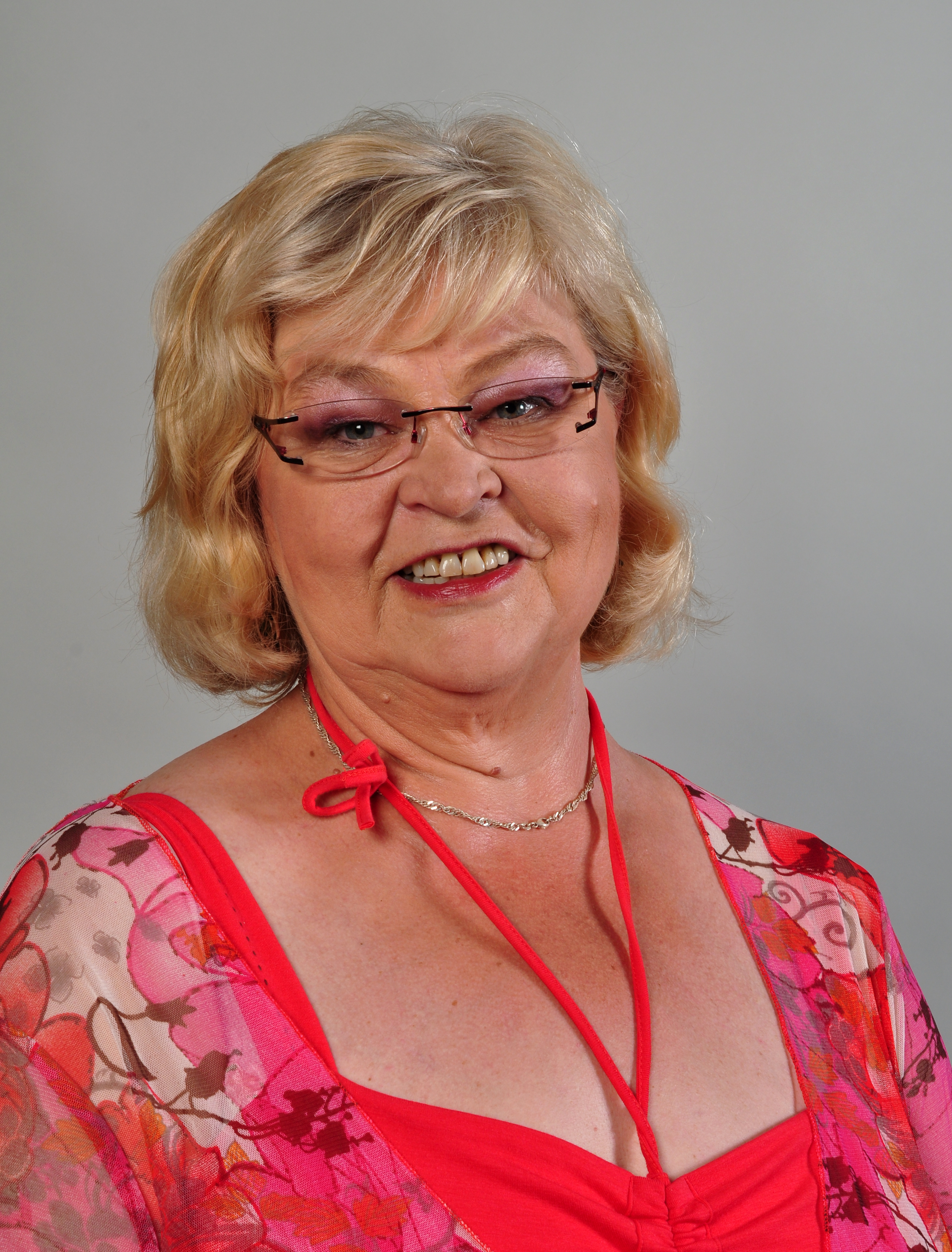
Barbara Borchardt, 2013

Barbara Borchardt (* 26. März 1956 in Altentreptow; † 11. August 2023) war eine deutsche Politikerin (SED/PDS/Die Linke) und Gründungsmitglied der Antikapitalistischen Linken.
Sie war von 1998 bis 2002 und erneut von 2004 bis 2016 Mitglied des Landtages von Mecklenburg-Vorpommern. Ab dem 8. März 2017 war sie stellvertretendes Mitglied des Landesverfassungsgerichts Mecklenburg-Vorpommern und ab dem 15. Mai 2020 bis zu ihrem Tod im August 2023 dessen Mitglied. Ihre Wahl war umstritten, da die Antikapitalistische Linke vom Bundesverfassungsschutz als linksextrem eingestuft wird.

## Herkunft und Berufsweg
Borchardts Ziehvater war Kreisgerichtsdirektor in Templin im Bezirk Neubrandenburg der DDR. 1974 machte Borchardt ihr Abitur und war anschließend bis 1976 Mitarbeiterin im Rat des Kreises Templin. Danach war sie von 1976 bis 1978 Bürgermeisterin der Gemeinde Rutenberg (heute Teil der Stadt Lychen). 
1977 begann sie ein Fernstudium der Staats- und Rechtswissenschaft.
1979 wurde sie Bürgermeisterin der kleinen Gemeinde Groß Daberkow. Während dieser Zeit machte sie 1984 einen Abschluss an der Akademie für Staats- und Rechtswissenschaft der DDR in Potsdam, die als Kaderschmiede der DDR galt, und absolvierte anschließend von 1986 bis 1990 ein Fernstudium zur Diplom-Juristin.
Nach der Wiedervereinigung 1990 war sie zunächst bis 1991 arbeitslos. Sie wurde 1991 Mitarbeiterin im Arbeitslosenverband Deutschland e. V., leitete Mitte der 1990er Jahre dessen Regionalbüro in Neubrandenburg und war zuletzt stellvertretende Geschäftsführerin im Landesverband Mecklenburg-Vorpommern.
Unter ihrer Leitung kam 1996 in Neubrandenburg das Beschäftigungsprojekt der „Modellpark Mecklenburgische Seenplatte“ in Fahrt, eine zuletzt 1,4 ha große Miniatur-Schauanlage mit 250 Bauten nach historischen Vorbildern im Maßstab 1:25 (inzwischen abgewickelt).
Barbara Borchardt starb am 11. August 2023 im Alter von 67 Jahren.

## Politik
Borchardt trat 1976 der SED bei und blieb auch nach der Wende Mitglied der PDS. Von 1990 bis 1999 war sie Vorsitzende des PDS-Kreisverbandes Strasburg. Seit 1990 gehörte sie dem Vorstand des PDS-Landesverbandes Mecklenburg-Vorpommern an, zeitweise als stellvertretende Landesvorsitzende. Von 1990 bis 1994 war sie zudem Fraktionsvorsitzende der PDS im Kreistag Strasburg.
Von 1997 bis 1998 war sie Sprecherin der Landesarmutskonferenz.
Bei der Landtagswahl in Mecklenburg-Vorpommern 1998 wurde sie ins Landesparlament gewählt, dem sie vom 26. Oktober 1998 bis zum 22. September 2002 erstmals angehörte. Bei der darauffolgenden Wahl konnte sie nicht erneut einziehen und war die nächsten zwei Jahre erwerbslos. Während dieser Zeit war sie von 2002 bis 2003 Mitglied des Parteivorstandes der PDS und von 2003 bis 2004 Mitglied des Erwerbslosenbeirates.
Am 2. Dezember 2004 rückte Borchardt für Karsten Neumann, der zum Landesdatenschutzbeauftragten gewählt worden war, in den Landtag nach. Bei der Landtagswahl in Mecklenburg-Vorpommern 2006 konnte sie über die Landesliste der Linken erneut ins Parlament einziehen; ihre Kandidatur im Landtagswahlkreis Parchim II blieb erfolglos. Von November 2006 bis Oktober 2011 war sie Vorsitzende des Petitionsausschusses. Borchardt war Sprecherin der Fraktion Die Linke für Europa- und Rechtspolitik.
In der Partei Die Linke war Borchardt seit 2016 Vertreterin der Bundesarbeitsgemeinschaft (BAG) Betrieb & Gewerkschaft im Präsidium des Bundesausschusses.

## Politische Positionen und Kritik
1981 soll Borchardt ihre Position als Bürgermeisterin von Groß Daberkow ausgenutzt haben, um in den Besitz eines Hauses zu gelangen. Konkret soll Borchardt einem Ehepaar, das aus der DDR ausreisen wollte, gedroht haben, die Ausreise zu verhindern, wenn sie Borchardt nicht ihr Haus überschreiben würden. Kurz vor dem Mauerfall 1989 soll Borchardt das Haus an die Gemeinde, deren Bürgermeisterin sie immer noch war, für 18.000 Mark verkauft haben. Die Vorwürfe wurden Mitte Juni 2020 von dem betroffenen Ehepaar erhoben. Borchardt äußerte sich nicht zu den Anschuldigungen.
2011 unterschrieb Borchardt gemeinsam mit anderen führenden Mitgliedern ihres Landesverbandes ein Thesenpapier zum 50. Jahrestag der Berliner Mauer, welches das Ziel hatte, „der historischen Wahrheit nahe zu kommen“, um „daraus die notwendigen Schlussfolgerungen ziehen“ zu können. In dem Papier wird unter anderem der Bau der Berliner Mauer als „für die Führungen der Sowjetunion und der DDR alternativlos“ beschrieben. West-Berlin sei zur „Destabilisierung der DDR“ genutzt worden. Der Eiserne Vorhang stehe für „eine Periode friedlicher Koexistenz in Europa[,] die unter anderem durch die weltweite Anerkennung der DDR gekennzeichnet war.“ Abschließend kritisierten die Autoren die Mauer sowie die Situation zwischen BRD und DDR insgesamt. So „wurden Familien getrennt, Lebensplanungen durchkreuzt, Reisefreiheit blieb eine Utopie. Menschen verloren an der Grenze ihr Leben.“ Die Autoren schlussfolgern, das System des Sozialismus in der DDR sei an mangelnder Konkurrenzfähigkeit der „Wirtschaft im globalen Maßstab“, an der fehlenden „individuellen Selbstverwirklichung“ und am Mangel an „demokratischen Rechten“ gescheitert. Sozialismus ist den Autoren nach nur dann möglich, „wenn ihn die Menschen wollen“.
2016 wurde Borchardt für ihr Verhalten als Versammlungsleiterin bei einer Anti-Rechts-Demonstration von Antifa und Linken in Demmin kritisiert. Sie hatte sich für einen Mann eingesetzt, der von Polizisten kontrolliert worden war, nachdem er diese gezielt fotografiert hatte. Tage zuvor war der der linksextremen Szene zugeordnete Mann zu vier Jahren und fünf Monaten Haft verurteilt worden, nachdem er bei einem Fußballspiel im Jahr 2014 Steine auf Polizisten geworfen hatte.
Bei der Wahl zur Verfassungsrichterin im Schweriner Landtag 2020 erreichte Borchardt erst im zweiten Durchgang mit Hilfe von Stimmen aus den Reihen der CDU und SPD die nötige Zweidrittelmehrheit. Sie wurde dafür kritisiert, die Organisation Antikapitalistische Linke (AKL) in Mecklenburg-Vorpommern mitgegründet zu haben und Mitglied in deren Sprecherrat gewesen zu sein. Die AKL wird vom Verfassungsschutz auf Bundesebene, nicht aber in Mecklenburg-Vorpommern, als linksextrem eingestuft und beobachtet. Gegenüber der Welt bekräftigte sie, sie sehe ihre dortige Mitgliedschaft nicht als Widerspruch zu ihrem Amt als Verfassungsrichterin. In der jungen Welt begründete sie dies damit, dass das Grundgesetz nicht explizit eine kapitalistische Wirtschaftsordnung vorsehe. Die CDU-Bundesvorsitzende Annegret Kramp-Karrenbauer kritisierte die Wahlunterstützung durch den Landesverband ihrer Partei. Borchardt hadere „augenscheinlich“ mit der Verfassung, ihre Wahl „schade dem Ansehen des Verfassungsgerichts“. Borchardt reagierte mit der Stellungnahme, die CDU-Vorsitzende handele „reflexartig und offensichtlich ohne Kenntnis“ des Wahlprozederes. Der Präsident des Bundesamts für Verfassungsschutz, Thomas Haldenwang, bezeichnete es vor dem Parlamentarischen Kontrollgremium des Deutschen Bundestages als „unerträglich, wenn ein prominentes Mitglied der erwiesen linksextremistischen Organisation ‚Antikapitalistische Linke‘ (AKL) Mitglied eines Verfassungsgerichtshofes wird.“
Borchardt geriet im Frühjahr 2020 wegen Zahlungen aus der Staatskasse in die Kritik. Sie hatte nach Recherchen von NDR 1 Radio MV zu Unrecht Geld als Fraktionsgeschäftsführerin im Kreistag Ludwigslust-Parchim bekommen. Nach Angaben des Landkreises handelte es sich um eine rechtliche Grauzone.
Die AfD wollte sie als Verfassungsrichterin abberufen, der Antrag fand im Landtag jedoch keine Mehrheit.

## Privates
Borchardt war konfessionslos, in zweiter Ehe verheiratet und Mutter von drei Kindern.